# Schronisko w Skale Gaj Pierwsze
Schronisko w Skale Gaj Pierwsze – jaskinia we wsi Złożeniec, w województwie śląskim, w powiecie zawierciańskim, w gminie Pilica. Znajduje się w skałach Gaj, na porośniętym lasem wzniesieniu po zachodniej stronie skały Biśnik, na orograficznie prawym zboczu Doliny Wodącej. Wzniesienie to należy do mikroregionu Pasmo Niegowonicko-Smoleńskie na Wyżynie Częstochowskiej będącej częścią Wyżyny Krakowsko-Częstochowskiej.

## Opis obiektu
Schronisko znajduje się w najbardziej na wschód wysuniętej grupie skał bezimiennego wzniesienia. Jego trójkątny otwór znajduje się u północno-wschodniej podstawy jednej ze skał nad stromym zboczem. Od wschodniej strony osłania go 8-metrowej długości mur skalny. Schronisko składa się z trójkątnego korytarza ze szczeliną w stropie. Korytarz ten zarówno w części początkowej, jak i końcowej, przecięty jest dwoma, niedostępnymi szczelinami.
Schronisko powstało w późnojurajskich wapieniach skalistych na szczelinie tektonicznej. Jego ściany są silnie skorodowane, brak szaty naciekowej. Namulisko składa się z dużej ilości próchnicy zmieszanej z lessem. Schronisko jest całkowicie poddane wpływom środowiska zewnętrznego. Jego otwór zarasta duża ilość mchów, a okolice otworu porosty i glony. Ze zwierząt obserwowano motyle, pająki sieciarze jaskiniowe i dużą ilość larw muchówek.

## Historia poznania i dokumentacji
Schronisko zapewne znane było od dawna, ale ze względu na oddalenie od domów i szlaków turystycznych odwiedzane jest rzadko. Wewnątrz schroniska napotkano dołek o głębokości 80 cm, świadczący o próbach rozkopywania jego namuliska. Po raz pierwszy schronisko opisał Kazimierz Kowalski w 1951 r., on też sporządził jego pierwszy plan. Aktualny plan opracował A. Polonius w 1999 r.

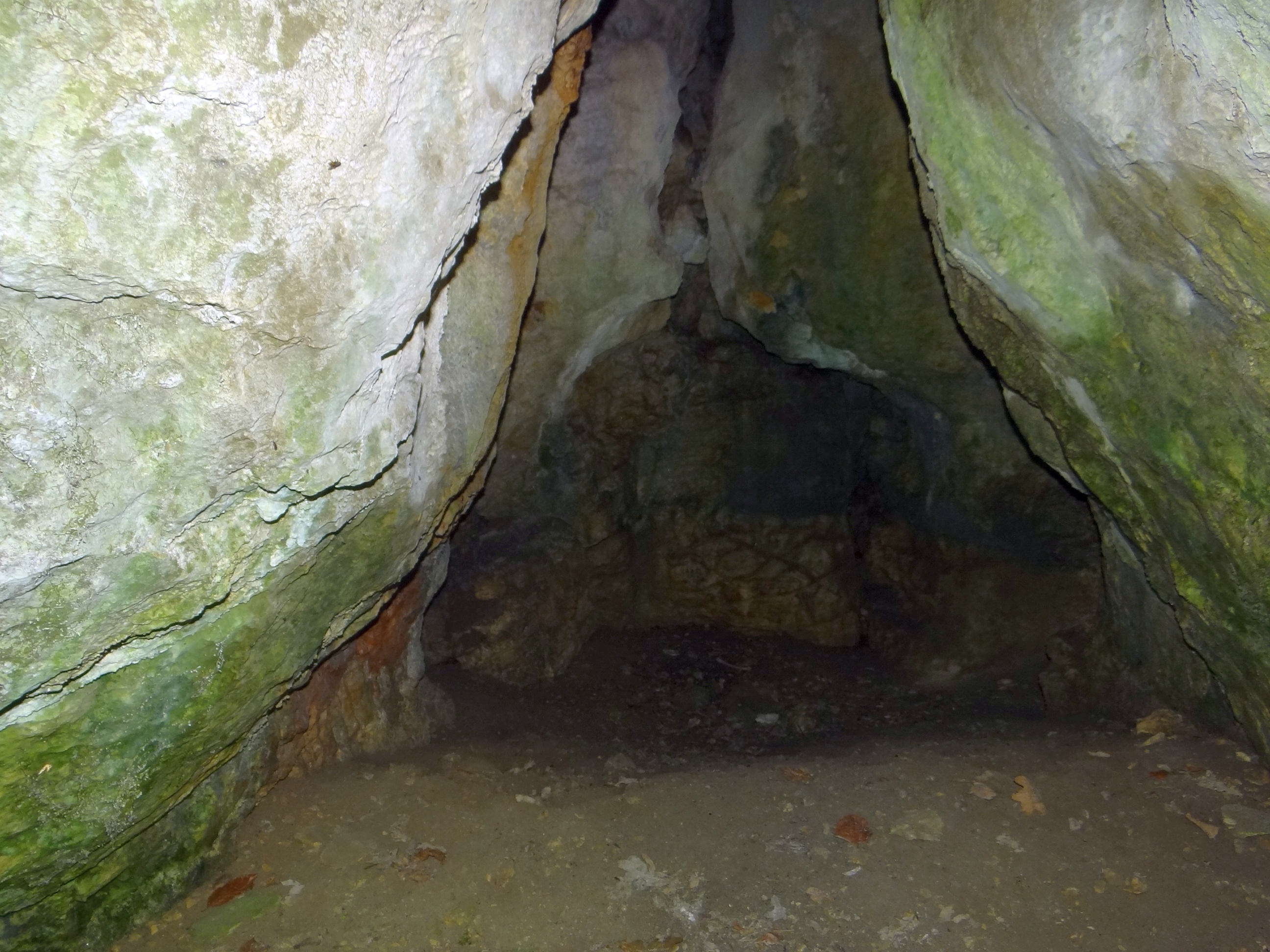
Korytarz
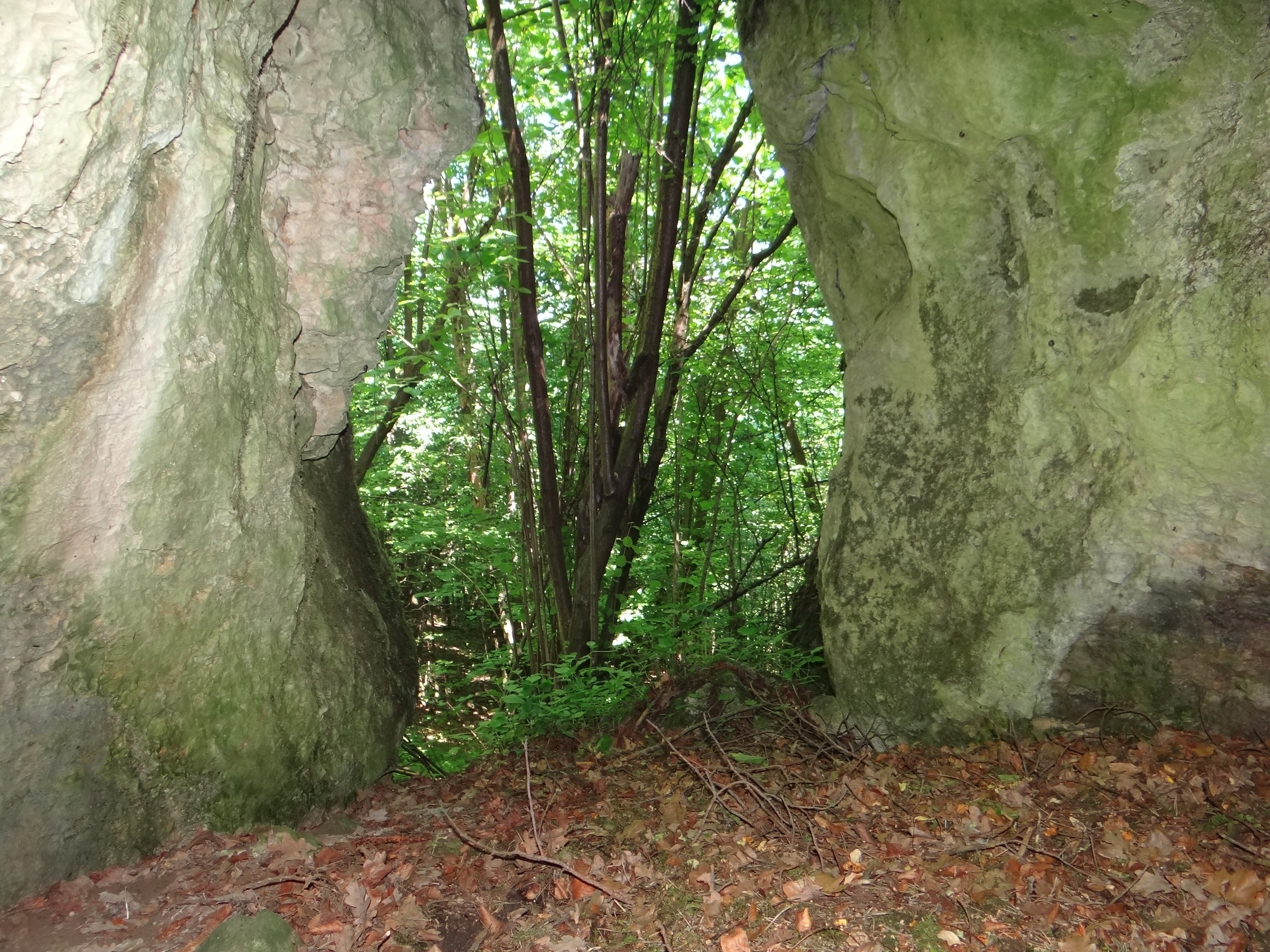
Widok ze schroniska